# Gus Varland
Augustus James Varland (Maplewood, Minnesota, 6 de noviembre de 1996), más conocido como Gus Varland, es un jugador profesional estadounidense de béisbol que se desempeña en la posición de lanzador en Chicago White Sox, equipo de las Grandes Ligas de Béisbol (MLB).

## Carrera
Varland hizo su debut en la MLB con el equipo Milwaukee Brewers, en el cual jugó una temporada (2023), después pasó a Los Angeles Dodgers (2023-2024), posteriormente a Chicago White Sox, donde lleva jugando una temporada.